# محسن شاه‌محمدی
محسن شاه‌محمدی (زادهٔ ۱۳۴۰ در اراک) کارگردان و فیلم‌نامه‌نویس اهل ایران است.

## سینمایی
- بچه‌های دریا (۱۳۷۸)
- قتل هرگز (۱۳۸۶)
- روبیت (۱۳۹۰)
- غزاله (۱۳۹۵)

## مجموعه تلویزیونی
| سال           | نام                          | سمت                         | توضیحات                                           |
| ------------- | ---------------------------- | --------------------------- | ------------------------------------------------- |
| ۱۳۸۸          | کلانتر ۳                     | کارگردان، نویسنده           | شبکه ۱                                            |
| ۱۳۸۴          | کلانتر ۲                     | کارگردان، نویسنده، تدوینگر  | شبکه ۱                                            |
| ۱۳۸۴          | گارد ساحلی                   | کارگردان، نویسنده، تدوین‌گر  | شبکه ۳                                            |
| ۱۳۸۲          | کلانتر                       | کارگردان، نویسنده، تدوینگر  | شبکه ۱                                            |
| ۱۳۸۲          | یکی مثل من                   | کارگردان، نویسنده           | به مناسبت ماه رمضان شبکه ۱                        |
| ۱۳۸۰          | تصمیم نهایی                  | کارگردان، نویسنده و تدوین‌گر | اقتباسی آزاد از فیلمنامه «پیچک» اثر «محسن دامادی» |
| ۱۳۸۰          | «ستارهٔ خاموش»                | کارگردان، نویسنده، تدوینگر  | از شبکه ۱ و به مناسبت جشن نیکوکاری پخش شد.        |
| ۱۳۷۷          | برادر خواب                   | کارگردان نویسنده، تدوینگر   | شبکه ۱                                            |
| ۱۳۷۷          | فکر پلید                     | کارگردان، نویسنده، تدوین‌گر  | شبکه ۱                                            |
| ۱۳۷۵          | دخیل                         | کارگردان، نویسنده، تدوینگر  | شبکه ۱                                            |
| ۱۳۷۵          | قصه‌های شب سیما               | کارگردان، نویسنده، تدوینگر  | شامل سه مجموعه داستانی شبکه ۱                     |
| ۱۳۷۴          | شبحی در تاریکی               | کارگردان نویسنده، تدوینگر   | شبکه ۱                                            |
| ۱۳۷۳          | شلیک نهایی                   | کارگردان، نویسنده، تدوینگر  | شبکه ۱                                            |
| ۱۳۷۱          | گزارش، نقطه صفر              | کارگردان، نویسنده، تدوینگر  | شبکه ۱                                            |
| ۱۳۷۰          | برگ‌ریزان                     | کارگردان، نویسنده، تدوینگر  | شبکه ۱                                            |
| ۱۳۶۷ الی ۱۳۷۰ | آینه عبرت                    | نویسنده، کارگردان، تدوینگر  | «آینه عبرت» از ۵۰ قسمت کلی و مجزا تشکیل شده بود.  |
| ۱۳۶۷          | هشدارهای پلیس                | کارگردان، نویسنده، تدوینگر  | محصول گروه اجتماعی شبکه ۱ و نیروی انتظامی         |
| ۱۳۶۶          | کارنامه                      | کارگردان، نویسنده           | گروه کودک و نوجوان شبکه ۱                         |
| ۱۳۶۵          | پالیز                        | کارگردان، نویسنده           | گروه کودک و نوجوان شبکه ۱                         |
| ۱۳۶۳          | اولین روز                    | کارگردان، نویسنده           | گروه کودک و نوجوان شبکه ۱                         |
| ۱۳۵۵ الی ۱۳۵۷ | در سوگ مریم، شهر موعود، بلوغ | کارگردان، نویسنده           | سینمای آزاد، سینمای جوان                          |